# سامورایی ۱: موساشی میاموتو
سامورائی ۱: موساشی میاموتو (انگلیسی: Samurai I: Musashi Miyamoto؛ به ژاپنی: 宮本武蔵) که در ایران با عنوان سامورایی: افسانهٔ موساشی هم شناخته می‌شود، یک فیلم تاریخی سامورائی به کارگردانی هیروشی ایناگاکی است که در سال ۱۹۵۴ منتشر شد. از بازیگران آن می‌توان به توشیرو میفونه و ماریکو اوکادا اشاره کرد.
این فیلم اولین قسمت از سه‌گانهٔ سامورائی است و بر پایه رمان موساشی اثرِ «ایجی یوشیکاوا» ساخته شده است. این رمان نیز خود، اقتباس غیردقیقی از زندگی شمشیرزن و رونین افسانه‌ای ژاپن، میاموتو موساشی است.
این فیلم در سال ۱۹۵۵ میلادی، برندهٔ جایزه اسکار بهترین فیلم بین‌المللی شد.